# Roszczep

Roszczep (prononciation : [ˈrɔʂt͡ʂɛp]) est un village polonais de la gmina de Klembów dans le powiat de Wołomin de la voïvodie de Mazovie dans le centre-est de la Pologne.
Il se situe à environ 5 kilomètres au nord de Klembów (siège de la gmina), 13 kilomètres au nord-est de Wołomin (siège du powiat) et à 34 kilomètres au nord-est de Varsovie (capitale de la Pologne).

## Histoire
De 1975 à 1998, le village appartenait administrativement à la voïvodie d'Ostrołęka.